# Neppia
Neppia és un gènere de triclàdides dugèsids que es troba a Sud-amèrica, la regió subantàrtica, Àfrica i Nova Zelanda.
Fins a l'any 1974 Neppia era considerat un subgènere de Dugesia.

## Descripció
Els individus d'aquest gènere tenen un cap poc triangular.
Algunes espècies del gènere Neppia (N. falklandica, N. evelinae, N. wimbimba, N. tinga i N. paeta), així com totes les espècies del gènere Dugesia, presenten una tercera capa de músculs longitudinals a l'àrea vaginal del canal de la bursa. Aquesta característica no es dona en altres triclàdides. Un altre tret compartit amb Dugesia és la presència d'una zona glandular a l'àrea transicional entre la vesícula seminal i el conducte ejaculador, tot i que en Dugesia aquestes glàndules es concentren al diafragma, una estructura que no es troba a Neppia ni a cap altre gènere. Ball va proposar que la presència d'aquestes glàndules era una sinapomorfia de Dugesia i Neppia. L'absència d'aquestes glàndules a algunes espècies de Neppia (N. jeanneli, N. montana i N. schubarti) s'atribueix a una pèrdua secundària.
N. paeta, N. jeanneli, N. tinga, N. wimbimba, N. falklandica i N. montana tenen el conducte ejaculador serpentí, en les altres espècies de Neppia i dugèsids és recte i estret.
Quatre espècies de Neppia presenten una capa ben desenvolupada de músculs circulars al voltant del canal de la bursa, absent en altres espècies i dugèsids.

## Taxonomia
- Neppia boehmigi
- Neppia evelinae
- Neppia falklandica
- Neppia jeanneli
- Neppia magnibursalis
- Neppia montana
- Neppia paeta